# Фонтен-Малерб, Жан
Жан Фонте́н-Мале́рб (фр. Jean Fontaine-Malherbe; 1740 год, возле Кутанс, Нормандия — 1780 год) — французский поэт и драматург. Сочинял героиды, речи в стихах, басни, нравственные поучения и театральные пьесы. Многие его стихотворные произведения были удостоены наград Академии.

## Творчество
- Поэма «La rapidité de la vie» (1766);
- поэма «Epître aux pauvres» (1768);
- «Fables et centes moraux» (1769);
- трагедия «Agrillan ou le fanatisme des croisades» (1769).